# Clarcona
Clarcona est une census-designated place située dans le comté d’Orange, dans l’État de Floride, aux États-Unis. Sa population s’élevait à 2 990 habitants lors du recensement de 2010. Clarcona n’est pas incorporée.

## Démographie
| 2000  | 2010  | - | - | - | - |
| ----- | ----- | - | - | - | - |
| 3 321 | 2 990 | - | - | - | - |

## Source
- (en) Cet article est partiellement ou en totalité issu de l’article de Wikipédia en anglais intitulé « Clarcona, Florida » (voir la liste des auteurs).